# Kreis Cully
| Kreis Cully           | Kreis Cully        |
| Basisdaten            | Basisdaten         |
| --------------------- | ------------------ |
| Staat:                | Schweiz            |
| Kanton:               | Waadt (VD)         |
| Bezirk:               | Lavaux             |
| Hauptort:             | Cully              |
| Fläche:               | 28,14 km²          |
| Einwohner:            | 7'018 (31.12.2023) |
| Bevölkerungsdichte:   | 249 Einw. pro km²  |
| Aufgehoben am:        | 31. Dezember 2006  |
| Karte                 |                    |
| Karte von Kreis Cully |                    |

Der Kreis Cully (französisch Cercle de Cully) war bis zum 31. August 2006 eine Verwaltungseinheit des Bezirks Lavaux im Kanton Waadt in der Schweiz. Sitz des Kreisamtes war Cully.
Der Kreis umfasste sechs Gemeinden und war 28,00 km² gross. Die Gemeinden des ehemaligen Kreises zählten Ende 2023 7'018 Einwohner.
| Wappen            | Name der Gemeinde | Einwohner (31. Dezember 2023) | Fläche in km² | Einw. pro km² |
| ----------------- | ----------------- | ----------------------------- | ------------- | ------------- |
| Cully             | Cully             | 1'785                         | 2,37          | 753           |
| Epesses           | Epesses           | 332                           | 1,59          | 209           |
| Forel (Lavaux)    | Forel (Lavaux)    | 2'066                         | 18,51         | 112           |
| Grandvaux         | Grandvaux         | 1'985                         | 2,95          | 673           |
| Riex              | Riex              | 269                           | 1,37          | 196           |
| Villette (Lavaux) | Villette (Lavaux) | 581                           | 1,35          | 430           |
| Total (6)         | Total (6)         | 7'018                         | 28,14         | 249           |